# Tee Jing Yi
Tee Jing Yi (Penang, 8 februari 1991) is een Maleisisch badmintonspeelster. 
In 2012 plaatste ze zich voor haar eerste Olympische Zomerspelen. In de groepsfase van het singles evenement werd ze geloot tegen de Italiaanse Agnese Allegrini en de Zuid-Koreaanse Bae Youn-joo. 